# Georg Stuchs
Georg Stuchs (Stüchs) (zm. 1520) – niemiecki drukarz działający w Norymberdze na przełomie XV i  XVI wieku.
Georg Stuchs pochodził z Sulzbach w Górnym Palatynacie lub z Norymbergi. W Norymberdze kształcił się w zawodzie drukarza i tam też założył około 1484 warsztat typograficzny, który prowadził do 1517. Ceniony był zwłaszcza za wydania ksiąg liturgicznych. Zmarł prawdopodobnie w 1520. Hipoteza, że przebywał także w Krakowie, nie znalazła potwierdzenia.
Stuchs drukował książki na zlecenie wielu nakładców, m.in. Jana Hallera. W 1502 wydrukował przygotowany przez Klemensa z Piotrkowa brewiarz Breviarum Gnesnense, zawierający incipit pieśni Krystus z martwych wstał je oraz tekst pieśni Przez twe święte z martwy wstanie. Drukował także inne księgi liturgiczne dla polskich kościołów, m.in. Missale Cracoviense, Breviarium  Warmiense (1497, tzw. brewiarz Mikołaja Kopernika), Breviarum Cracoviense (1498), Breviarum Wratislaviense (1499).